# Gran Sasso d'Italia
Gran Sasso d'Italia là một ngọn núi nằm ở vùng Abruzzo miền trung Ý. Gran Sasso tạo nên trung tâm của vườn quốc gia Gran Sasso e Monti della Laga được thành lập vào năm 1993 và nắm giữ những ngọn núi cao nhất ở lục địa Italia phía nam của dãy núi Alps và là một phần của Apennines, các dãy núi chạy toàn bộ chiều dài của Ý bán đảo. Teramo và L'Aquila là thành phố gần nhất để các Gran Sasso, trong khi Assergi, tại chân núi, là ngôi làng gần nhất, Roma có khoảng cách 132 km bằng đường bộ.